# Ранган Чатърджи
Д-р Ранган Чатърджи (на английски: Rangan Chatterjee) е английски лекар, телевизионен водещ, подкастър и писател на произведения на книги за самопомощ и популяризиране на медицината.

## Биография и творчество
Ранган Чатърджи е роден през 1977 г. в Манчестър, Англия, в лекарско семейство. Баща му, д-р Тарун Чатърджи, идва в Англия от Калкута през 60-те години на XX век и е консултант по генито-пикочна медицина в кралския лазарет в Манчестър. Израства в Уилмслоу, Чешър. В периода 1988 – 1995 г. учи в гимназията в Манчестър. Следва медицина в Единбург, който завършва през 2001 г. с допълнителна степен по имунология.
След дипломирането си работи в Единбург в продължение на две години, след което се премества в Манчестър, за да е в помощ на майка си, която се грижи за болния му баща.
Д-р Ранган Чатърджи се смята за един от влиятелните лекари във Великобритания, с опита си и пионерската си дейност в промяната на начина, по който се гледа на болестта, в нововъзникващата област на „прогресивната медицина“. Водещ е на телевизионното шоу „Доктор в къщата“, участник е в предаването „Закуска“ на BBC One и е редовен коментатор на радио Би Би Си. Той също пише за The Huffington Post, Mind Body Green и е месечен колумнист за медицината и начина на живот в Top Santé. Освен това е подкастър и има своето предаване „Чувствайте се по-добре, живейте повече“, водено от aCast. През 2017 г. той е класиран на 8-мо място в списъка на Pulse Power 50 за влиятелни общопрактикуващи лекари.
Първата му книга „Четирите стълба на здравето“ е издадена през 2017 г. В своя 20-годишен опит като практикуващ лекар той се убеждава, че заболяванията не са неизбежен резултат от остаряването или генетичната предопределеност, а малки промени в основните всекидневни дейности – сън, хранене, движение и релакс – могат да предотвратят или обърнат болестните процеси и да осигурят отлично здраве и щастлив живот. Книгата става международен бестселър.
В книгата си „Време за презареждане – 5 минути“ от 2019 г. описва простички техники и упражнения, чрез които може да се подобри работата на ума и тялото, без за това да е нужно да се променя начина на живот.
Ранган Чатърджи живее със семейството си в Манчестър.

## Произведения
- The 4 Pillar Plan: How to Relax, Eat, Move, Sleep Your Way to a Longer, Healthier Life (2017) – издаден и като How to Make Disease Disappea
Четирите стълба на здравето : как да накараме болестите да изчезнат, изд. „Скай принт“ (2018), прев. Даня Доганова
- The Stress Solution (2018)
- Feel Better In 5 (2019)
Време за презареждане – 5 минути, изд. „Скай принт“ (2021), прев. Даня Доганова